# Reiner Knieling
Reiner Knieling (* 1963 in Hof) ist ein deutscher evangelischer Theologe.

## Leben
Reiner Knieling ist außerplanmäßiger Professor für Praktische Theologie an der Kirchlichen Hochschule Wuppertal und Pfarrer der Evangelisch-Lutherischen Kirche in Bayern. Von 1990 bis 1995 war er Verbandsjugendleiter des Christlichen Jugendbundes in Bayern. Anschließend arbeitete er 16 Jahre als Dozent für Praktische Theologie und Neues Testament an der Evangelistenschule Johanneum in Wuppertal. Von 2011 bis zu dessen Schließung 2021 in Neudietendorf bei Erfurt leitete er das Gemeindekolleg der Vereinigten Evangelisch-Lutherischen Kirche Deutschlands (VELKD). Seit 2022 arbeitet er auf der Stelle „Geist und Prozess“ in der Evangelisch-Lutherischen Kirche in Bayern und hat mit der Pfarrerin Isabel Hartmann „Syntheo – Institut für Zukunftskultur“ gegründet.  Reiner Knieling ist seit 2018 mit Isabel Hartmann verheiratet.

## Arbeitsschwerpunkte
- Zukunftskultur entwickeln

Knieling beschäftigt sich mit Kraftquellen für ein neues gesellschaftliches Miteinander. Er forscht zu der Frage, wie Haltungen und Verhalten gleichermaßen zukunftsfähig werden und Change-Prozesse gelingen.
- Gemeinde und Kirchenentwicklung

Knieling hat sich mit seinem Plädoyer für unvollkommene Gemeinden in die Gemeindeentwicklungs- und Kirchenreformdebatte eingemischt und vor zu viel Machbarkeitsglauben gewarnt. In Gemeinde neu denken legt er mit Isabel Hartmann, stellvertretende Leiterin des Gemeindekollegs, den Fokus auf spirituelle Perspektiven und zeigt Wege, wie in einem komplexer werdenden Gelände Erneuerungsprozesse nachhaltig gestaltet werden können.
- Gottesdienst und Verkündigung – Homiletik und Liturgik

Knieling interessiert besonders: Wie können wir Menschen relevant von Gott oder der göttlichen Kraft sprechen? Seine These ist: Gottesdienst und Verkündigung dienen der Achtsamkeit für Gottes Geistesgegenwart im Alltag. Der Dialog mit Konfessionslosen hilft ihm, traditionelle Aussagen und Denkweisen weiterzuentwickeln und neu zu formen. Seine Kraftworte-Bücher sind Ausdruck davon.
- Männer und Kirche

Knieling setzt sich dafür ein, Themen wie Leistung und Erfolg, Kampf, Selbstbestimmung, brüchige Beziehungen etc. in Gemeindearbeit und Gottesdienst häufiger mit offener Neugier zu behandeln. Er ist überzeugt: Das wäre ein Gewinn für Männer und Frauen gleichermaßen.

## Veröffentlichungen
- Hoffnung. Zukunft. Kirche? Der Sehnsucht auf der Spur. Eine Vision für unser Miteinander. Neukirchen-Vluyn 2024 (zusammen mit Isabel Hartmann), ISBN 978-3-7615-7002-9
- Kraftworte. Voller Zuversicht leben. Asslar 2023, ISBN 978-3-86334-376-7
- Kraftworte. Jesus Christus begegnen. Asslar 2022, ISBN 978-3-86334-324-8
- Kraftworte. Psalmen neu formuliert. Asslar 2021, ISBN 978-3-86334-293-7
- Gott: Wie wir den Einen suchten und das Universum in uns fanden. Gütersloh 2019 (zusammen mit Isabel Hartmann), ISBN 978-3-579-01473-9
- Das Kreuz mit dem Kreuz. Sprache finden für das Unverständliche. Gütersloh 2016, ISBN 978-3-579-08232-5
- Männerbeziehungen. Männerspezifische Bibelauslegung II. Göttingen 2015 (Hg., zusammen mit Andreas Ruffing), ISBN  978-3-525-61620-8
- Gemeinde neu denken. Geistliche Orientierung in wachsender Komplexität. Gütersloh 2014 (zusammen mit Isabel Hartmann),  ISBN 978-3-579-08180-9
- Männerspezifische Bibelauslegung. Göttingen 2012 (Hg., zusammen mit Andreas Ruffing), ISBN 978-3-525-61617-8
- Was predigen wir? Eine Homiletik. Neukirchen-Vluyn 2. Auflage 2011
- Männer und Kirche. Konflikte, Missverständnisse, Annäherungen. Göttingen 2010
- Mit Scheitern leben lernen. Erfahrungen, Verheißungen, Hilfestellungen. Neukirchen-Vluyn 2. Auflage 2010
- Plädoyer für unvollkommene Gemeinden. Heilsame Impulse. Göttingen 2. Auflage 2009
- Konkurrenz in der Kirche. Praktisch-theologische Untersuchungen zu einem Tabu. Neukirchen-Vluyn 2006 (Habilitationsschrift)
- Unsicher – und doch gewiß. Christsein in der Postmoderne. Neukirchen-Vluyn 1999
- Predigtpraxis zwischen Credo und Erfahrung. Homiletische Untersuchungen zu Oster-, Passions- und Weihnachtspredigten (CTM.C 29), Stuttgart 1999 (Dissertation)